# Jingo (danse)
Pour l’article homonyme, voir Jingo.
Le Jingo (ou djingo) est une danse initiatique ou sacrée du peuple bassa. Cette musicothérapie est destinée à interpeller les esprits pour obtenir la guérison.

## Danse rituelle
Danse rituelle exécutée dans la nuit pour exorciser ou faire des découvertes initiatiques, le danseur en transe serait en contact avec les morts,.